# South Street Seaport

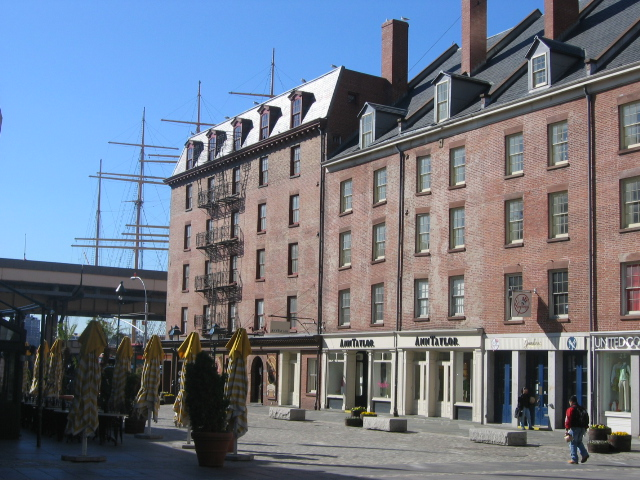
Denkmalgeschützte Häuserreihe von South Street Seaport

South Street Seaport ist ein weitgehend denkmalgeschütztes Quartier bzw. Viertel im New Yorker Stadtbezirk Manhattan, wo die Fulton Street auf den East River trifft.

## Lage und Architektur

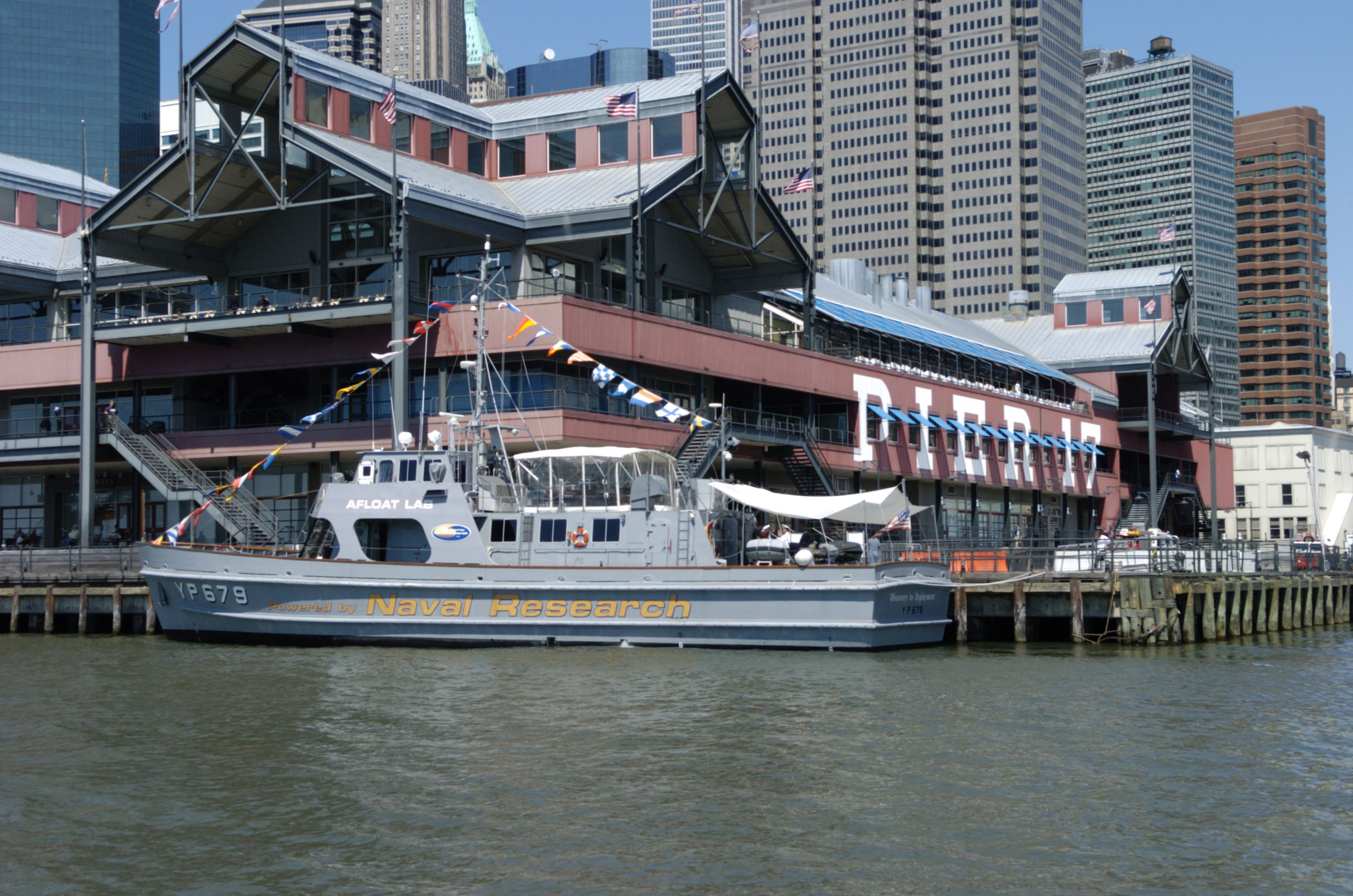
Pier 17 vor der Zerstörung

Das Viertel South Street Seaport (South Street Seaport Historic District) befindet sich ungefähr zwischen dem East River, der Brooklyn Bridge, Fletcher Street, Pearl Street und der South Street. Es ist damit ein sehr kleines, aber historisch bedeutendes Viertel.
Es grenzt direkt an den Financial District, unterscheidet sich aber eindeutig von diesem: Hier finden sich einige der ältesten Gebäude von Downtown Manhattan, darunter die größte Ansammlung an historischen Geschäftshäusern des frühen 19. Jahrhunderts. Die renovierten, original erhaltenen alten Handelshäuser mit den dortigen Läden und Restaurants, das South Street Seaport Museum, renovierte Segelschiffe sowie der frühere Fulton Fish Market mit Blick auf die Brooklyn Bridge und dem auf der anderen Seite des East River gelegenen Stadtteil von Brooklyn, Fulton Ferry ziehen viele Menschen an. Am Eingang zum Seaport befindet sich das Titanic Memorial lighthouse.

## Geschichte

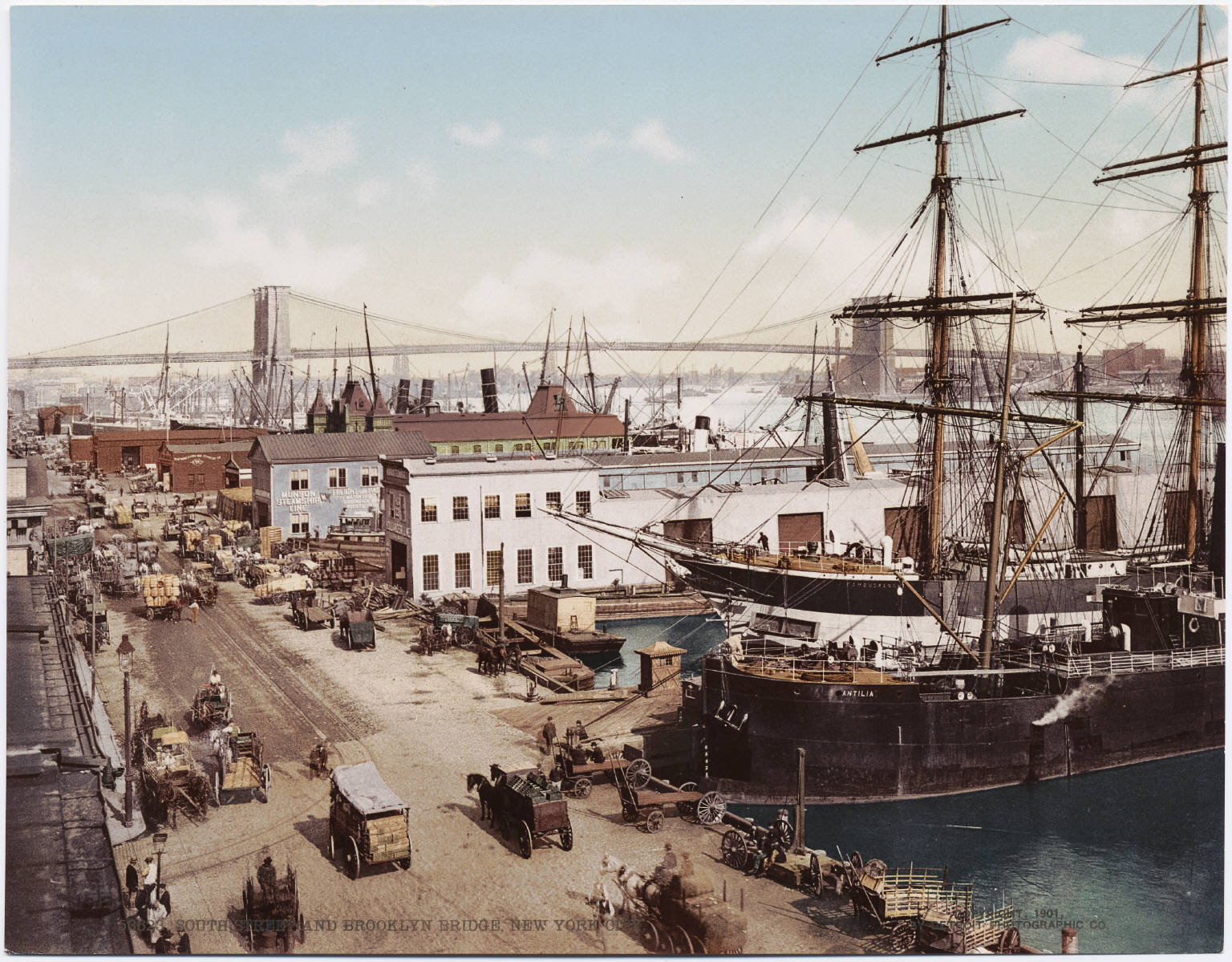
South Street und Brooklyn Bridge (vor 1924)

Das South Street Seaport Museum wurde 1967 von Peter und Norma Stanford gegründet. Als das Museum eröffnet wurde, war das zentrale Anliegen der Seaport Museum conservation lernen auf einem historischen Gelände zu fördern, indem die „Läden“ überwiegend als Nachahmung von Arbeitswelten, die während der Blütezeit des Seaports hier vertreten waren.
Ursprünglich sollte im Rahmen der Seaport-Sanierung ein Block an Gebäuden, die sog. Schermerhorn Row an der Südwest-Seite der Fulton Street erhalten werden, die entweder von Verfall oder Neubauprojekten bedroht waren, zu einem Zeitpunkt, als sich kaum jemand um die Geschichte der New Yorker Schiffbauindustrie kümmerte – außer einige Antiquare.
1982 begannen die Sanierungsmaßnahmen der umliegenden Ladenflächen auch das Museum in eine größere Touristenattraktion zu verwandeln. Darüber hinaus wurde das Hauptgebäude des Fulton Fish Market, das zuvor ein schlichtes, garagenartiges Gebäude war,  in ein gehobenes Einkaufszentrum umgebaut. Die alten Ladenflächen des Piers 17 wurden abgerissen. An deren Stelle wurde ein neuer, gläserner Laden-Pavillon errichtet, der im August 1983 eröffnete. Der Seaport auf dem Pier 17 selbst fungierte bis zum Abriss 2013 als Einkaufszentrum und Touristenattraktion. Die Besucher konnten sich in vielen Läden die Zeit vertreiben oder in einem Food-Court (Gastronomiebereich) etwas essen. Die Decks im Außenbereich boten einen Blick auf den East River, die Brooklyn Bridge und Brooklyn Heights. Bis Sommer 2017 entstand an gleicher Stelle ein neues Gebäude aus Glas und Stahl.

## South Street Seaport Museum

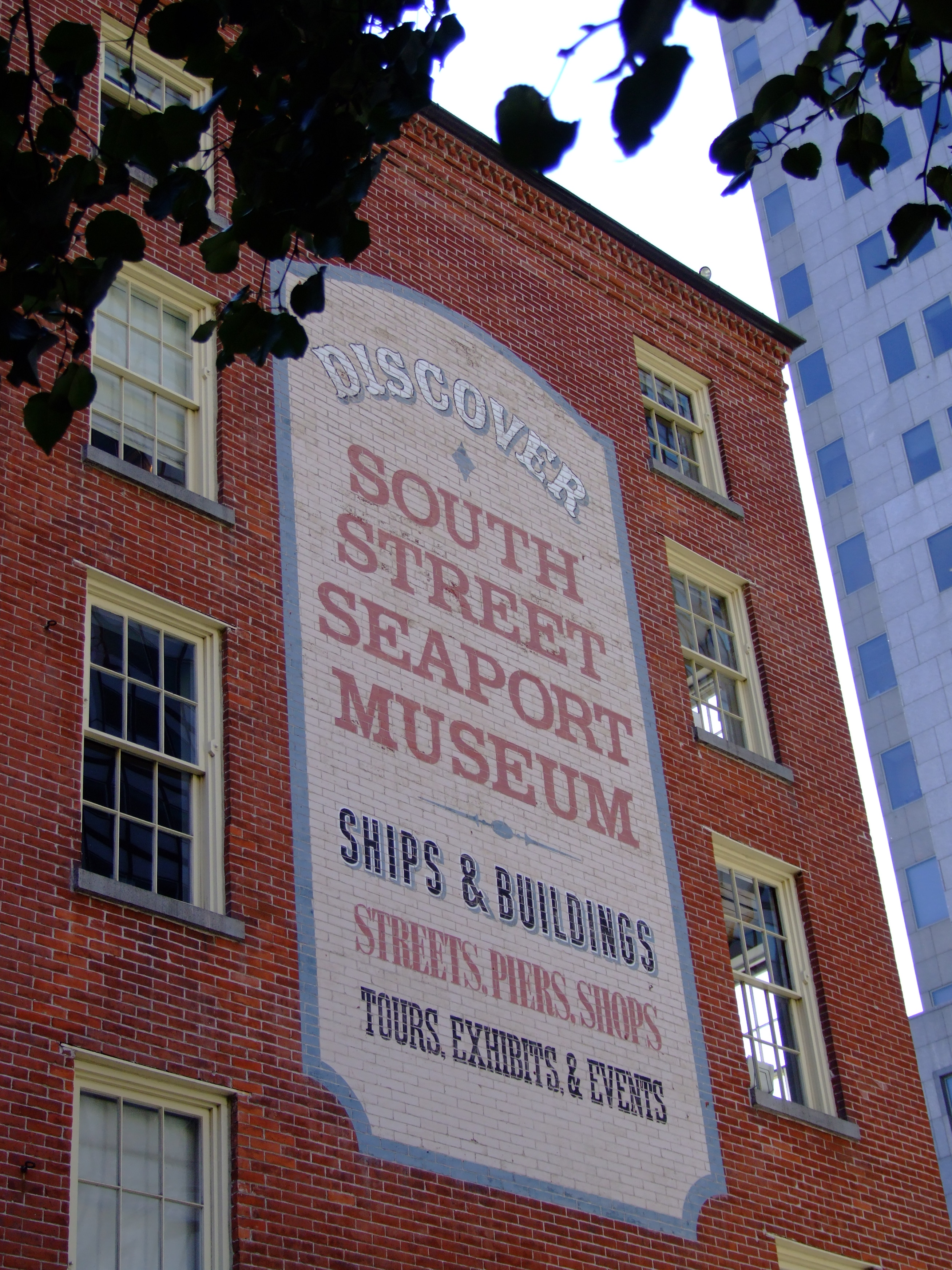

Die ersten denkmalpflegerischen Maßnahmen bezogen sich auf die bedeutendsten historischen Gebäude und den Erwerb einiger Segelschiffe. Fast alle Gebäude und das gesamte Seaport-Viertel sollen den Besucher in das New York während der Mitte des 19. Jahrhunderts versetzen und veranschaulichen, wie der Seehandel damals aussah. Am Seaport selbst liegen historische Segelschiffe und weitere Museumsschiffe. In einem Teil der nahe gelegenen Fulton Street ist Kopfsteinpflaster verlegt. Hier reihen sich Läden, Bars und Restaurants aneinander.
Das South Street Seaport Museum befindet sich in einem historischen Viertel aus 12 Blocks, dem ursprünglichen Hafen New York Citys. Das Museum selbst verfügt über 2.800 m² Fläche für die Ausstellung und pädagogische Angebote. Darüber hinaus gibt es hier eine funktionierende Druckpresse aus dem 19. Jahrhundert, ein Archäologie-Museum, eine Bibliothek, ein Handwerker-Center, das Marine Life Conservation Lab und die größte Flotte historischer Schiffe in Privatbesitz in den Vereinigten Staaten.
Zu dieser Flotte gehören:
- Peking, eine Viermastbark aus Deutschland, bis Juli 2017[2]
- Wavertree, ein Vollschiff, das als Frachter eingesetzt wurde.³
- Pioneer, ein Schoner von 1885¹ ³
- Lettie G. Howard, ein Schoner von 1893¹ ²
- Ambrose, ein Feuerschiff von 1908²
- Helen McAllister, ein Schlepper von 1900
- W. O. Decker, ein Schlepper von 1930¹ ³
- Marion M. ein Frachtschiff von 1932

¹ Bei günstigen Wetterverhältnissen werden auf diesen Schiffen Fahrten auf den Gewässern von New York City angeboten.
² Diese Schiffe wurden vom National Park Service und nationalen Denkmälern erklärt
³ Diese Schiffe wurden in das National Register of Historic Places des National Park Service aufgenommen.
1998 entschied der Kongress der Vereinigten Staaten, dass das South Street Seaport Museum mit verschiedenen anderen Museen gemeinsam das „America’s National Maritime Museum“ bilden.

## Festivals

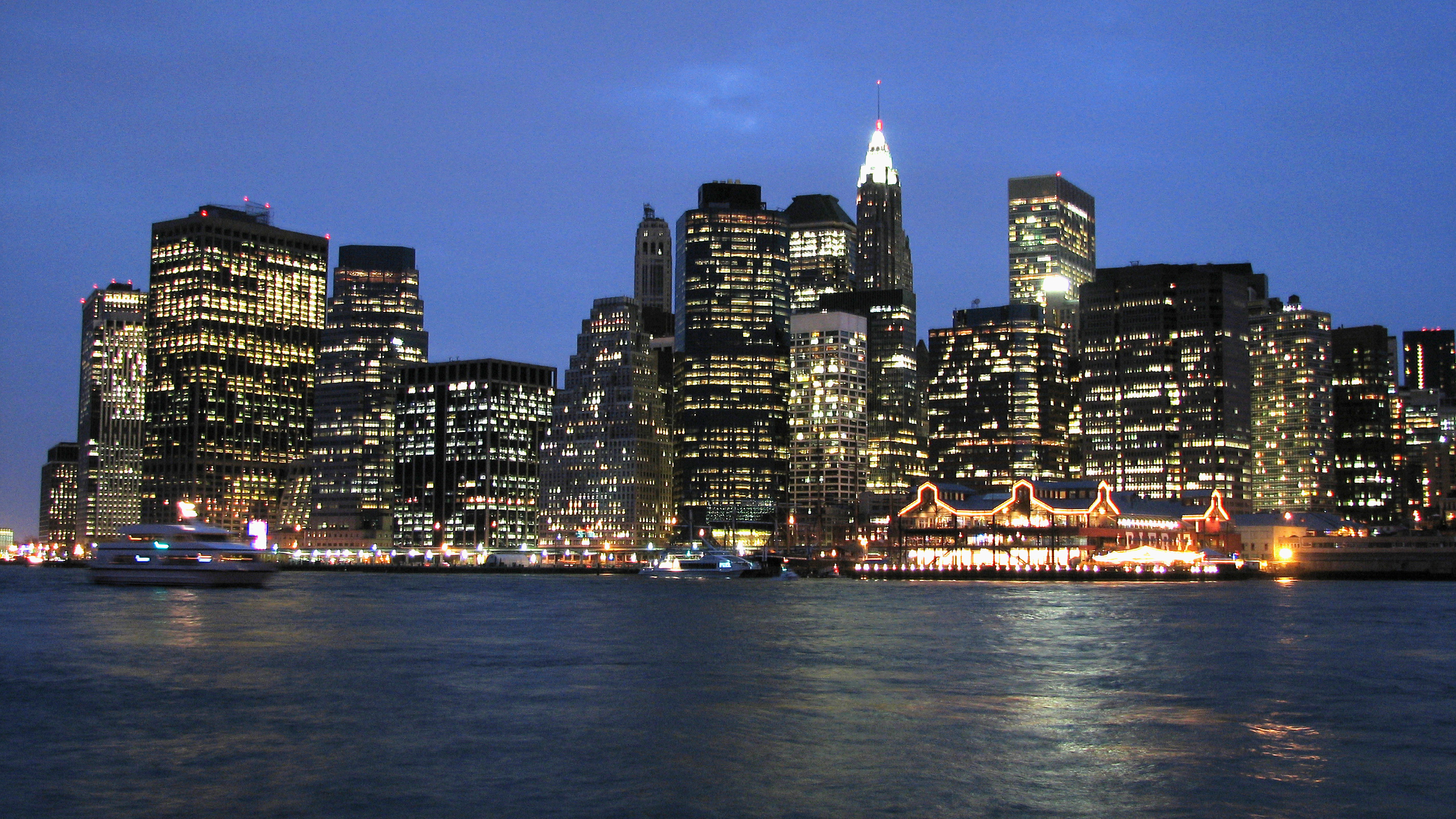
Pier 17 (rechts) und Lower Manhattan bei Nacht

Am Seaport findet jährlich das beliebte Seaport Music Festival statt, bei dem überwiegend Indie-Rock-Musik vertreten ist. Von Juni bis September ist der Seaport auch einer der Orte, an dem das The River To River Festival in Lower Manhattan stattfindet. Im Rahmen des Festivals finden kostenlose Konzerte, Tanz- und Kunstevents sowie Filmvorführungen statt. Darüber hinaus findet jährlich ein Children’s Day mit einem umfangreichen Familien- und Kulturprogramm statt, der immer viele Familien anzieht.

## Belege
1. ↑  America's National Maritime Museum Designation Act (Memento des Originals vom 2. April 2009 im Internet Archive)  Info: Der Archivlink wurde automatisch eingesetzt und noch nicht geprüft. Bitte prüfe Original- und Archivlink gemäß Anleitung und entferne dann diesen Hinweis., TheOrator.net. Accessed September 18, 2007.
2. ↑  A New Life for Peking Full Restoration Planned in Hamburg